# Бой у острова Нерва
Бой у острова Нерва — морское сражение, произошедшее в ночь с 19 на 20 июня 1944 года в Финском заливе близ острова Нерва между миноносцами Кригсмарине и катерами советского ВМФ. Самая крупная победа надводных сил советского флота во Второй мировой войне.

## Ситуация перед сражением
Бьёркская десантная операция советского Балтийского флота на острова у входа в Выборгский залив в июне 1944 года предполагала первым этапом занятие малого острова Нерва в 16 милях к западу от основного архипелага. Нерва должен был стать отправным пунктом для последующих действий советского флота. В ночь на 20 июня 1944 года на «ничейный» (не занятый ранее ни одной из воюющих сторон) остров высаживался десант в составе усиленной стрелковой роты морской пехоты.
Высадку на Нерву морских пехотинцев с 7 тральщиков прикрывал 1-й гвардейский дивизион торпедных катеров Балтфлота под командованием капитана 2-го ранга С. А. Осипова в качестве ближнего прикрытия. В дивизионе было 14 катеров, в том числе 4 катера типа Д-3, 8 типа Г-5 и 2 типа Ш-4. Дальнее прикрытие десанта осуществлял «Истребительный отряд охраны водного района» под командованием капитана 1-го ранга Е. А. Гуськова. Отряд состоял из 6 катеров-малых охотников типа МО-4, 4 бронированных малых охотников типа БМО и 4 морских бронекатеров типа МБК («шхерные мониторы» или малые канонерские лодки).
Немецкое командование предполагало, что советские войска могут провести десантную операцию с целью охвата приморского фланга финских войск у Выборгского залива. Для противодействия этой угрозе 17 июня на рейд Муссало близ Котки прибыли миноносцы Кригсмарине T-30 и T-31 (оба типа «Эльбинг»). Их командиры — капитаны-лейтенанты Бух и Пиркхам получили приказ «при опасности русской высадки позади финского фронта по кодовому слову „Дроссельфанг“ выйти с максимальной скоростью и уничтожить вражеский отряд».
После сообщений разведки о появлении у входа в Выборгский залив значительного количества советских судов, T-30 и T-31 приступили к выполнению плана операции «Дроссельфанг». По пути немецкие корабли встретили в Финском заливе дозор из двух советских торпедных катеров, которых отогнали артиллерийским огнём к острову Лавенсари. Миноносцы держали курс на Бьеркские острова, где ожидалась высадка советского десанта. В 23 часа ночи 19 июня у банки Средняя к северу от острова Нерва T-30 и T-31 неожиданно натолкнулись на катера отряда Гуськова.

## Соотношение сил
В бою у острова Нерва друг другу противостояли 2 немецких миноносца и 28 советских катеров, из них 14 — с торпедным и 14 — с артиллерийским вооружением.

### Боевые характеристики немецкого миноносца типа «Эльбинг»
Водоизмещение 1294/1754. Скорость 33 узла. Экипаж 206 чел. Вооружение, два 3-трубных торпедных аппарата, четыре 105-мм орудия, два 2-ствольных 37-мм п/авт. орудия, 4-ствольное 20-мм авт.орудие, два (четыре на Т-31) 20-мм авт.орудия, два 13,2-мм пулемёта.

### Боевые характеристика советских катеров
- Торпедный катер типа Ш-4 (после кап. ремонта с установкой моторов ГАМ-34 и заменой торпедных аппаратов)

Водоизмещение 10 т. Скорость 44 узла. Экипаж 6 чел. Вооружение: один торпедный аппарат с торпедой 45-36Н, 7,62-мм пулемёт.
- Торпедный катер типа Г-5

Водоизмещение 15 т. Скорость 50 узлов. Экипаж 8 чел. Вооружение: два торпедных аппарата, два 12,7-мм пулемёта.
- Торпедный катер типа Д-3

Водоизмещение 36 т. Скорость 35 узлов. Экипаж 10 чел. Вооружение: два торпедных аппарата, одна или две 20-мм авт. пушки, два 12,7-мм пулемёта
- Катер малый охотник типа МО-4

Водоизмещение 56 т. Скорость 26 узлов. Экипаж 22 чел. Вооружение: два 45-мм орудия, два 12,7-мм пулемёта
- Морской бронекатер типа МБК

Водоизмещение 158 т. Скорость 13 узлов. Экипаж 39 чел. Вооружение: два 76-мм орудия (в танковых башнях), 37-мм орудие, два 12,7-мм пулемёта
Миноносцы типа «Эльбинг» являлись крупными универсальными кораблями, предназначенными для эскортной службы и самостоятельных действий. Большое значение имело наличие на миноносцах мощной артиллерии — как среднекалиберной, так и скорострельной малокалиберной, представлявшей серьёзную угрозу для всех типов советских катеров. В то же время торпедное вооружение миноносцев было бесполезным против мелкосидящих катеров.
В свою очередь 45-мм и 76-мм артиллерия советских «мошек» (МО-4) и бронекатеров и, тем более, 20-мм орудия и пулемёты торпедных катеров едва ли могли причинить крупным немецким кораблям очень серьёзный ущерб. Единственным способом уничтожить противника у советских катерников была торпедная атака. В пользу советских торпедных катеров была их большая численность, позволявшая проводить сразу несколько атак одновременно, что, однако, требовало хорошей организации действий. К преимуществам немецких миноносцев, помимо их более мощного артиллерийского вооружения, можно отнести большую скорость. «Эльбинги» были быстроходней советских бронекатеров и катеров-охотников и сравнительно немного уступали в скорости большим торпедным катерам типа Д-3. Малые советские катера типов Ш-4 и Г-5 были гораздо быстроходней миноносцев противника, однако отличались плохой мореходностью, что снижало их боевую ценность.

## Ход сражения

### Бой охотников и бронекатеров
На первом этапе бой с двумя немецкими миноносцами вели десять катеров 4-го дивизиона охотников и четыре бронекатера.
Согласно мемуарам одного из катерников, сражение происходило при полном превосходстве советской стороны: Чтобы противник не скрылся в шхерах до подхода торпедных катеров, малые охотники завязали бой с кораблями врага. Охотники выскакивали из-за белой клубящейся дымзавесы и открывали по миноносцам шквальный огонь из всех пушек и пулемётов. Едва фашисты успевали ответить пятью-шестью залпами, как охотники снова скрывались за дымзавесой. Не опасаясь катеров, вооружённых малокалиберными пушками, противник самоуверенно шел прежним курсом. Однако, выскочив из-за дымзавесы в третий раз в десяти кабельтовых от кораблей, катера массированным артиллерийским ударом добились нескольких попаданий. На головном миноносце замолчало сначала одно орудие главного калибра, потом другое. На втором миноносце возник пожар. На обоих кораблях были пробиты борта, надстройки и дымовые трубы. Поняв, что охотники не столь уж безобидны, миноносцы начали поворот на обратный курс и наткнулись на низкие, едва заметные в тумане и клочьях дымзавесы малые канонерские лодки, имевшие мощную артиллерию в танковых башнях. Не обнаруживавшие себя до этого момента канлодки оказались в очень выгодной позиции: в «мёртвом», то есть не поражаемом с миноносцев, пространстве. Открыв огонь с малой дистанции, артиллеристы малых канлодок били на выбор по самым уязвимым местам вражеских кораблей, не обращая внимания на снаряды противника. На головном миноносце из-под палубы со свистом вырывался пар. В бортах чернели дыры. Замолчали ещё два орудия. Снаряд одной из канлодок разорвался на мостике второго миноносца
В мемуарах тогдашнего командующего Балтфлотом столкновение наших сторожевиков с немецкими миноносцами выглядит по-иному:  В 23 часа на севере внезапно появились силуэты двух довольно крупных кораблей. Гуськов повел отряд на сближение с противником. Гитлеровцы заметили наши катера на дистанции дальности артиллерийского огня, сразу же отвернули на обратный курс, предполагая, видимо, что у нас торпедные катера, и открыли огонь. Один из первых снарядов разорвался рядом с флагманским катером. Осколками был тяжело ранен М. В. Капралов (командир 4-го дивизиона охотников) Теперь было ясно, что отряд столкнулся с миноносцами, чье артиллерийское преимущество перед морскими бронекатерами бесспорно. Гуськов сообщил о ситуации Осипову, торпедные катера которого обеспечивали в этот момент высадку на остров Нерва
Следует признать, что бой миноносцев и сторожевых катеров закончился в пользу немецкой стороны. Артиллерийским огнём противника были повреждены МО-106, флагманский катер дивизиона охотников, и два бронекатера — МБК-503 и МБК-505. Очевидно, что наибольшая тяжесть боя пришлась именно на бронекатера, малая скорость которых не позволяла им быстро разорвать контакт с сильнейшим противником. Успехом было уже то, что советская сторона не потеряла ни один из своих катеров. Тут, видимо, свою роль сыграла и нерешительность немцев. Миноносцы при неожиданной встрече с советскими катерами приняли их за торпедные и, опасаясь торпедной атаки, отвернули назад, увеличивая дистанцию и открывая огонь уже на отходящем курсе. Таким образом, у катеров появилась возможность для отхода к Нерве. Что касается повреждений, якобы причиненных миноносцам артогнём с катеров, то их серьёзность вызывает сомнения. Бронекатера с наиболее сильной 76-мм артиллерией не имели приборов управления огнём, поэтому результативность их стрельбы в море по маневрирующим целям не могла быть высокой. Во всяком случае, последующий бой миноносцев с торпедными катерами показал, что корабли противника после схватки с «Истребительным отрядом» вполне сохранили свою боеспособность.

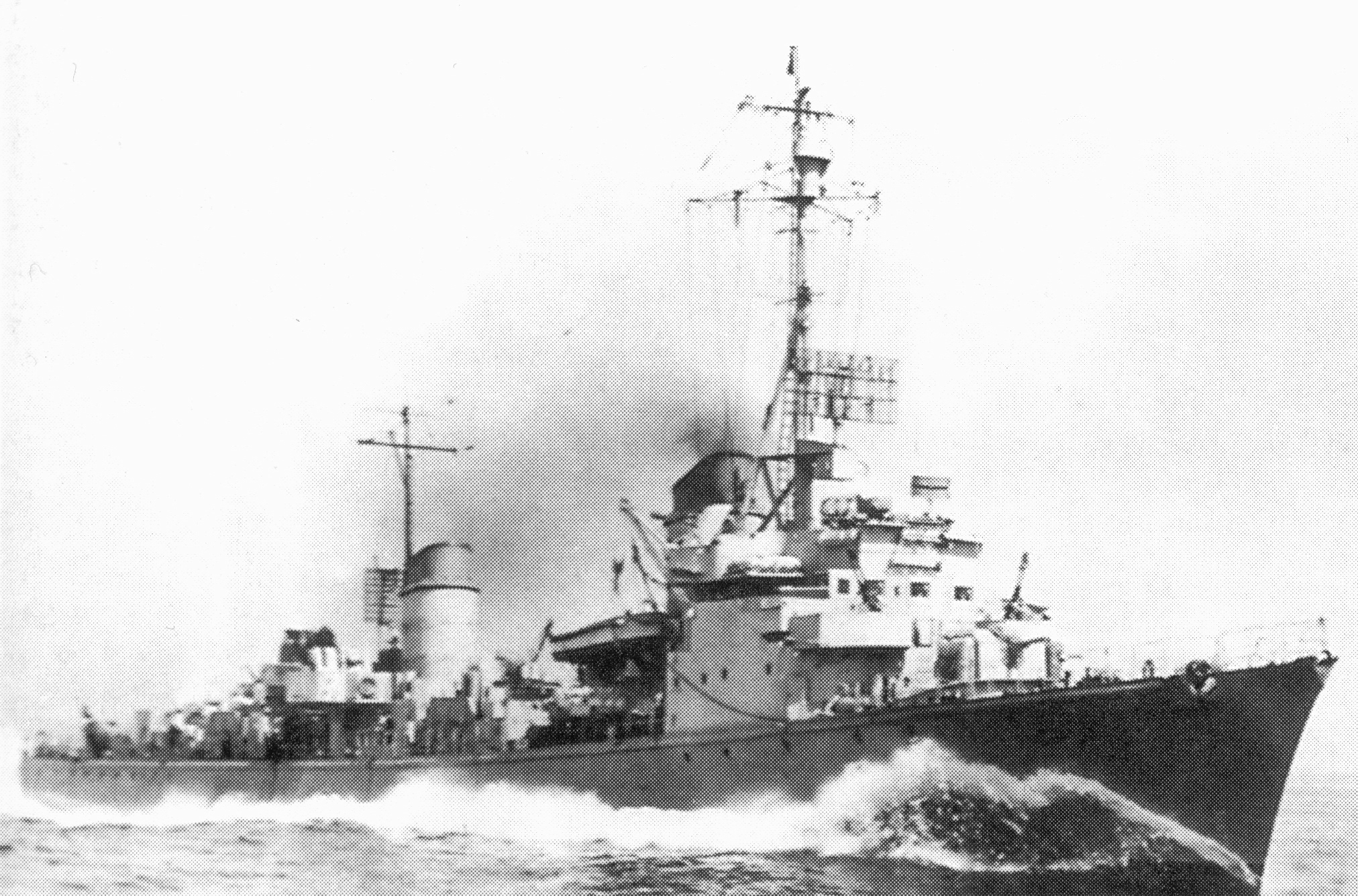
Немецкий миноносец типа «Эльбинг», однотипный Т-30 и Т-31, участвовавшим в бою у о. Нерва

### Бой торпедных катеров
После отхода охотников и бронекатеров в бой с немецкими миноносцами вступили подошедшие от острова Нерва торпедные катера. Они были организованы в три отряда под командованием Б. П. Ущева, Н. С. Иванова и В. И. Тихонова. Общее командование осуществлял командир дивизиона капитан 2-го ранга С. А. Осипов, уже прославленный к тому времени командир-катерник. Однако, по мнению командующего флотом, Осипов в начале боя дважды допустил серьёзную ошибку: Командир дивизиона либо погорячился, либо поторопился и принял неправильное решение: приказал атаковать миноносцы лишь одному отряду Ущева. Нападение в лоб не удалось. Ожесточенный огонь нанес катерам серьезные повреждения, а выпущенные торпеды прошли мимо цели. Этот неприятный урок должен был напомнить командиру дивизиона правила атаки торпедными катерами. Однако Осипов после отхода Ущева повторил локальную атаку силами отряда Тихонова. Снова наших катерников встретил энергичный отпор

В первой атаке на миноносцы участвовали катера ТК-53, ТК-63 (типа Г-5) и ТК-153 (типа Ш-4). Выпущенные ими 6 торпед прошли мимо цели, все катера получили повреждения от ответного огня с миноносцев. Наиболее пострадал ТК-63, в который попало 3 снаряда (вероятно, малого калибра).
Вторая атака также окончилась неудачно. Выпущенные торпеды не попали в цель, катера ТК-101 и ТК-103 (оба типа Г-5) были повреждены вражеским огнём. Тем не менее, две первые атаки торпедных катеров имели относительный успех. Немецкие миноносцы изменили курс и отошли к шхерам, что дало советским катерникам время приготовиться к следующей схватке.
Около полуночи 20 июня Т-30 и Т-31 вновь приблизились к Нерве. На этот раз Осипов приказал атаковать противника одновременно всем своим катерам, у которых не было серьёзных повреждений и оставались торпеды. Катера под прикрытием дымовых завес шли в атаку двумя группами, зажимая миноносцы «в клещи». На этот раз артиллерийский огонь миноносцев, вынужденно распределённый на многие цели, оказался неэффективным. Два торпедных катера (оба типа Д-3): ТК-37 (командир ст. лейтенант Василий Ильич Троненко) и ТК-60 (командир лейтенант В. А. Бушуев) сумели прорваться с двух бортов на близкую дистанцию к миноносцу Т-31 и выпустить торпеды. Две из них в 0:03 поразили миноносец (по др. данным, попала только торпеда с ТК-37). Корабль получил тяжелые повреждения и в 0:30 затонул в точке с координатами 60°16′ с. ш. 28°17′ в. д.. Второй немецкий миноносец Т-30 поспешил покинуть место боя, не оказав помощи гибнущему Т-31.
Советские катера также не задержались у места боя, подняв из воды только 6 немецких моряков. 86 немцев позднее спасли финские катера. 76 членов команды миноносца погибли.

### Значение сражения
Благодаря успеху советских торпедных катеров, была снята угроза десанту на остров Нерва. К утру 20 июня советские морские пехотинцы закончили высадку. Остров стал важным опорным пунктом советского Балтийского флота и сыграл большую роль в последующих боевых действиях в этом районе.
Миноносец Т-31 стал самым крупным боевым кораблем, потопленным во время войны надводными силами советского флота. Однако, поскольку в сводках Совинформбюро неоднократно объявлялось о потоплении вражеских миноносцев и более крупных кораблей, действительный успех советских катерников не получил должного признания.

## Последующие события
Противник практически сразу принял решение отбить Нерву, для чего был сформирован более сильный отряд в составе миноносцев T-30, T-8 и T-10, пяти тральщиков, четырёх сторожевых катеров, четырёх самоходных артиллерийских барж Кригсмарине и 20 финских катеров разных типов. В новом морском бою у Нервы 1 июля противнику удалось потопить артогнём советские торпедные катера ТК-63 и ТК-43 (оба типа Г-5), пытавшихся атаковать вражеские корабли К тому времени на острове были уже сооружены укрепления и установлена артиллерийская батарея. Обстрелы противником Нервы не смогли подавить береговую оборону, что заставило немцев и финнов отказаться от высадки десанта.